# Deltote obliquilinea
Deltote obliquilinea is een vlinder uit de familie van de uilen (Noctuidae). De wetenschappelijke naam van deze soort is voor het eerst voorgesteld als Eustrotia obliquilinea door William Schaus in een publicatie uit 1911.
De soort komt voor in Costa Rica.